# Determinizm geograficzny
Determinizm geograficzny – pogląd uznający czynniki środowiskowe (ukształtowanie terenu, klimat, rodzaj gleby, fauna i flora terenu) za decydujące w rozwoju społeczeństwa, kultury i gospodarki; pogląd, że środowisko geograficzne uzależnia człowieka od siebie. Przeciwieństwem determizmu geograficznego jest nihilizm geograficzny.